# 三月の花嫁 on ドラマティックロード
『三月の花嫁 on ドラマティックロード』（さんがつのはなよめ オン ドラマティックロード）は、FM OSAKAで2010年2月20日から3月20日まで放送され、2010年3月27日と29日にBe Happy!789でも放送されたラジオドラマ番組。

## ストーリー
奈良に住む彼との結婚式を控えた尼崎在住の女性・さくらが、神戸で元彼の太一郎と再会したことをきっかけに揺れ動く心と愛と友情を描いたラブストーリー。

## 概要
阪神なんば線開業1周年を記念したラジオドラマで、阪神電車の1社提供。鉄道路線の開業何周年を記念して、ラジオドラマで舞台にした例は日本の民営鉄道では極めて珍しい。

## 出演
- さくら - あだち理絵子
- 太一郎 - 篠宮暁
- 葉子 - 石原裕美子
- 海野 - 木内義一

## 放送時間

### FM OSAKA
- 2010年2月20日～3月14日:
  - 土曜日12:55～日曜日13：55～（各5分間）
- 2010年3月20日:19時～（1時間）
  - これまでのダイジェストと完結編が放送された。

### Be Happy!789
- 2010年3月27日:14時～（1時間）・3月29日:19時～（1時間）
  - これまでのダイジェストと完結編が放送された。

## その他
FM OSAKAの公式ホームページ内の特設サイドでもポッドキャスト方式で聴くことが出来る。